# Tomentella lilacinogrisea
Tomentella lilacinogrisea är en svampart som beskrevs av Wakef. 1966. Tomentella lilacinogrisea ingår i släktet Tomentella och familjen Thelephoraceae.  Arten är reproducerande i Sverige. Inga underarter finns listade i Catalogue of Life.